# Square Deal

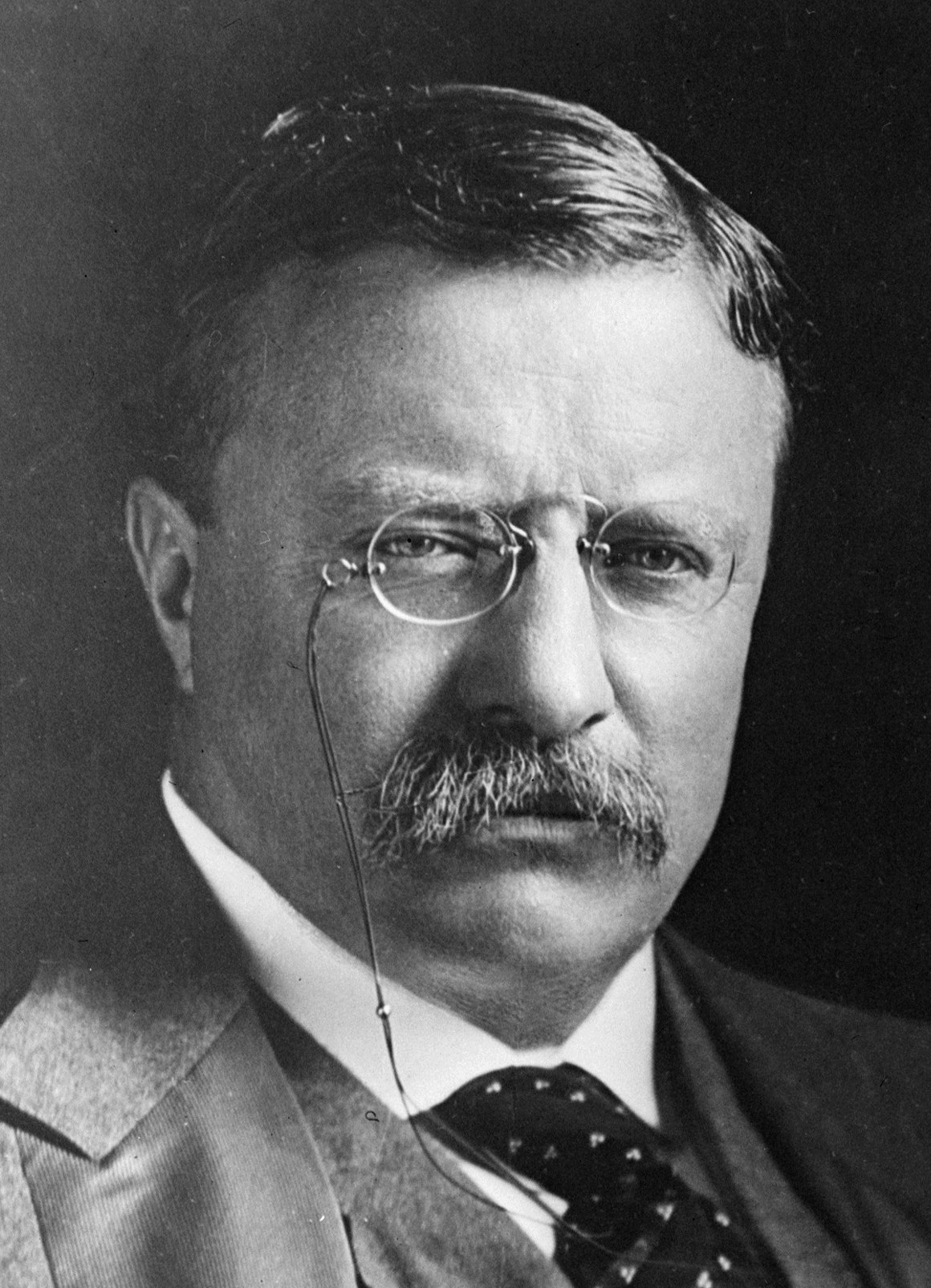
O presidente Theodore Roosevelt.

Square Deal (de modo contextualizado, pode ser traduzido como "Acordo Justo e Honesto") foi um programa doméstico de Theodore Roosevelt, o 26° presidente dos Estados Unidos, que tinha como ideias básicas a conservação dos recursos naturais, o controle das corporações e a proteção do consumidor. O programa visava proteger os cidadãos de classe média da plutocracia e dos trustes negativos, ao mesmo tempo que salvaguardava as empresas das exigências mais extremas dos sindicatos trabalhistas. Um republicano progressista, Roosevelt via na ação governamental uma forma eficiente de mitigar os males sociais.

## Ver Também
- Presidência de Theodore Roosevelt